# Bruandia glaphyrella
Bruandia glaphyrella är en fjärilsart som beskrevs av Hans Rebel 1905. Bruandia glaphyrella ingår i släktet Bruandia och familjen säckspinnare. Inga underarter finns listade i Catalogue of Life.